# Ral·li de la Comunitat de Madrid
El Ral·li de la Comunitat de Madrid és una prova automobilística de ral·li que s'organitza anualment a la Comunitat de Madrid des de l'any 2010, tot i que també acostuma a realitzar algun tram a territoris propers com la Província d'Àvila. És puntuable pel Campionat d'Espanya de Ral·lis d'Asfalt i en algunes edicions pel Super Campionat d'Espanya de Ral·lis.
En algunes edicions ha tingut un format de ral·li show amb trams dins del Circuit del Jarama. El pilot amb un nombre més gran de victòries és José Antonio Suárez amb 4 victòries.

## Palmarès
| Any  | Pilot               | Copilot          | Vehicle                  | Ref.  |
| ---- | ------------------- | ---------------- | ------------------------ | ----- |
| 2010 | Pedro Burgo         | Marcos Burgo     | Mitsubishi Lancer Evo X  |       |
| 2011 | Sergio Vallejo      | Diego Vallejo    | Porsche 997 GT3          |       |
| 2012 | Sergio Vallejo      | Diego Vallejo    | Porsche 997 GT3          | [ 2 ] |
| 2013 | José Antonio Suárez | Pablo Marcos     | Mitsubishi Lancer Evo IX |       |
| 2014 | Sergio Vallejo      | Diego Vallejo    | Porsche 997 GT3          | [ 3 ] |
| 2015 | Iván Ares           | Álvaro Bañobre   | Porsche 997 GT3          | [ 4 ] |
| 2016 | Christian García    | Rebeca Liso      | Mitsubishi Lancer Evo X  |       |
| 2017 | Gorka Antxustegui   | Alberto Iglesias | Suzuki Swift R+          | [ 5 ] |
| 2018 | José Antonio Suárez | Cándido Carrera  | Hyundai i20 R5           |       |
| 2019 | Iván Ares           | David Vázquez    | Hyundai i20 R5           | [ 6 ] |
| 2020 | José Antonio Suárez | Borja Rozada     | Citroën C3 R5            |       |
| 2021 | José Antonio Suárez | Alberto Iglesias | Škoda Fabia Rally2 evo   | [ 7 ] |